# 巴勒莫撞擊危險指數
巴勒莫撞擊危險指數是天文學家用來評估近地天體（NEO）潛在撞擊地球危險機率的對數尺度，為紀念巴勒莫天文臺的歷史貢獻命名。它結合了撞擊的概率和產生的動能效果這兩種類型的資料，估計出單一的危險值。它的額定值從0，意味著危險與背景危險一樣（定義為相同大小或更大的天體從過去的日期到再發生撞擊所構成的風險平均年數的數值）。 +2的數值顯示增加大於隨機背景風險的100倍。結果小於-2的數值反映出事件可能不存在。當巴勒莫撞擊危險指數介於-2和0之間，則表明是必須小心監視的情況。相似，但沒有這麼複雜的另一個非科學性描述尺度的是杜林危險指數。

## 尺度
這個尺度對照於相同大小或更大尺度天體再度發生撞擊的潛在風險年數。隨機撞擊的平均風險稱為背景風險。巴勒莫撞擊危險指數值以"p"表示，定義的公式為： 
{\displaystyle P\equiv \log _{10}{\frac {p_{i}}{f_{B}T}}}
其中
- pi 是撞擊的機率
- T是"pi"被考慮的時間間隔
- fB是背景撞擊的頻率

為了這個目的定義的背景撞擊頻率是：
{\displaystyle f_{B}={\frac {3}{100}}E^{-4/5}yr^{-1}\;}
此處的能量界限E是百萬噸，yr是以年為單位的時間數值。

## 正的等級
近地天體(89959) 2002 NT7是被NASA檢測到的第一顆有正數值的天體，它的尺度是+0.06 ，顯示它的威脅高於背景值。在進行了更多次的測量之後，它的數值被降低了。所以，2002 NT7已被認為不再構成任何風險，於是在2002年8月1日從哨兵風險表中刪除。
在2002年9月，(29075) 1950 DA以0.17的數值成為巴勒莫撞擊危險指數最高的小行星，可能在2880年發生撞擊。在2014年8月，這個數值已經降為 -1.81。
在2004年12月後期的一小段時間，小行星99942（阿波菲斯）（之前僅以臨時名稱 2004 MN4標示）成為巴勒莫撞擊危險指數最高紀錄的保持者，數值為1.10 ，可能在2029年發生碰撞。1.1的數值顯示撞擊的機率是背景撞擊的12.6倍，大約是37分之1取代了472分之1。通過2016年後續的進一步觀測，阿波菲斯在任何日期都沒有重大的風險。

## 外部連結
- Description of the scale
- NASA list of potential impactors